# Гражданская война в Перу (1884—1885)
Гражданская война в Перу 1884—1885 годов (исп. Guerra civil peruana de 1884-1885) или Конституционная кампания — вооружённый конфликт между перуанскими военачальниками Мигелем Иглесиасом Пино и Андресом Авелино Касересом после окончания Второй тихоокеанской войны.
Генерал Мигель Иглесиас, поддержанный чилийцами, занял пост президента Перу в 1883 году и 20 октября 1883 года подписал с правительством Чили Анконский мирный договор, который положил конец войне, согласившись на бессрочную уступку провинции Тарапака Чили, а также чилийскую оккупацию Такны и Арики на 10 лет. После чего плебисцит должен был решить окончательную судьбу обеих. Герой войны генерал Андрес Авелино Касерес решительно выступал против Анконского договора. Он также отказался признать правительство генерала Мигеля Иглесиаса, считая его предателем родины и покорным чилийским интересам. 6 июня 1884 года он выпустил манифест, в котором всё же признавал действительность Анконского договора, но объявлял, что поднимется с оружием в руках против Мигеля Иглесиаса. Сторонников Касереса называли «красными», а сторонников Иглесиаса — «синими» из-за цвета военного кепи. Касерес организовал своё правительство и штаб-квартиру в Уанкайо. 
В первой кампании гражданской войны Касерес и 800 его бреньерос атаковали Лиму 27 августа 1884 года. Его войскам удалось захватить башни собора, порталы площади Пласа-де-Армас и башни церквей Сан-Агустин, Сан-Педро и Ла-Мерсед, но, не имея достаточных сил и не поддержанные жителями Лимы, они были отброшены правительственными войсками, насчитывавшими 2000 солдат. Затем касеристы потерпели поражение в Трухильо (8 октября), и наступил перерыв в боевых действиях, так как «красные» занялись в Арекипе реорганизацией своей армии. Касересу помог президент Боливии и его личный друг генерал Нарцисо Камперо, который, признав его законным президентом Перу, отправил ему 2000 винтовок, что позволило за счёт притока добровольцев довести к концу марта 1885 г. численность армии до 4000 человек. 
Решив покончить с повстанцами, Мигель Иглесиас приказал начать крупное наступление. Используя Центральную железную дорогу, правительственные войска достигли Чиклы, откуда двинулись на Ла-Оройю и Хауху. Здесь арьергард касеристской армии вступил в бой и отступил. Иглесисты, считая себя победителями, дошли до Уанкайо. Но Касерес и большая часть его армии находились в Уарипампе и разрушили мосты, соединявшие Уанкайо с Ла-Оройей, оставив правительственные войска запертыми в долине Мантаро. Это позволило Касересу добраться до Чиклы и сесть на Центральную железную дорогу, по которой он быстро добрался до Лимы.
28 ноября 1885 года он неожиданно появился у ворот города. На этот раз население проявило энтузиазм и оказало ему массовую поддержку. Бои начались в районе Сан-Бартоломе и 29-го и 30-го числа распространились по улицам. Касеристы прошли через крыши Маравильяса и Барбонеса и заняли мост Балта. После непродолжительной борьбы и при поддержке группы молодых энтузиастов они захватили церкви Сан-Франциско и Сан-Педро. Войска Иглесиаса отступили к Дворцу правительства, который был окружен касеристами. Видя, что недовольство его правительством широко распространено и что бесполезно оказывать дальнейшее сопротивление, Иглесиас 3 декабря 1885 года передал полномочия Правительственному совету и укрылся на итальянском корабле, стоявшем на якоре в Кальяо, позже отправившись в изгнание.
Правительственный совет, возглавляемый Антонио Аренасом, через три дня призвал к проведению президентских и парламентских выборов, на которых победили Касерес и его Конституционная партия.
Касерес принял пост президента 3 июня 1886 года. Его мандат (по Конституции 1860 года) означал ликвидацию хаотической ситуации, вызванной войной, и одновременно восстановление внутреннего мира. Именно тогда были заложены основы Национальной реконструкции.